# 1903 en rugby à XV
Chronologie du rugby à XV
1902 en rugby à XV - 1903 en rugby à XV - 1904 en rugby à XV
Les faits marquants de l'année 1903 en rugby à XV

## Événements

### Mars
- L'Écosse a terminé première du Tournoi britannique de rugby à XV 1903 en remportant trois victoires et la triple couronne par la même occasion. Cette victoire est la septième d’une longue série de neuf victoires en vingt deux ans dans le tournoi, de 1886 à 1907. 
  - Articles détaillés : Tournoi britannique de rugby à XV 1903, L'Écosse dans le tournoi britannique de rugby à XV 1903

### Août
- Le premier test match joué par la Nouvelle-Zélande se déroule le 15 août 1903 contre l’équipe d’Australie au Sydney Cricket Ground, les Néo-zélandais l’emportent par 22-3[1].

### Septembre
- L’équipe d'Afrique du Sud dispute trois test matchs en 1903 contre les Lions britanniques. Le temps des tournées faciles est terminé[2]. Le 12 septembre 1903 l'équipe conduite par Ferdie Aston remporte le troisième test match contre les Lions britanniques 8-0, après deux matchs nuls. Il faudra attendre un demi-siècle pour que les Sud-africains perdent une série de test matchs à domicile ou à l'extérieur.